# Elle Macpherson
Pour les articles homonymes, voir Macpherson et Gow.
Elle Macpherson, née Eleanor Gow le 29 mars 1963 à Killara, dans la banlieue de Sydney, est une femme d'affaires, mannequin et actrice australienne.

## Biographie
En France, Elle Macpherson travaille pendant six ans pour le magazine Elle, ce qui fait sa renommée dans les années 1980. Elle mesure 1,83 m. Elle a une liaison avec Sean Penn.
Après le divorce de ses parents et le remariage de sa mère avec Neil MacPherson, elle prend le nom de ce dernier.
Elle est découverte par un chasseur de têtes à l'âge de 18 ans alors qu'elle est en vacances à Aspen, dans le Colorado. Quelques jours plus tard, elle signe son premier contrat en tant que mannequin pour l'agence « Click Modelling ».
Elle se classe, tout comme les Supermodels Naomi Campbell, Cindy Crawford, Claudia Schiffer, Tatjana Patitz, Linda Evangelista ou encore Gisele Bündchen, parmi l'élite des top-modèles.
L'Australienne possède sa propre collection de lingerie. Puissante femme d'affaires, elle est l'un des top-modèles les plus riches de la planète. Elle déclare dans un magazine australien qu'elle n'aime pas lire de choses qu'elle n'a pas écrites elle-même. Avec Claudia Schiffer et Naomi Campbell, elle est propriétaire du Fashion Café à New York.
Elle épouse le photographe de mode Gilles Bensimon en 1985. L'union se solde par un divorce en 1989. 
Elle MacPherson se consacre à sa carrière durant les années 1990 mais on lui connaît quand même une conquête : Norm MacDonald. Une aventure lui est aussi attribuée avec Billy Joel.
À la fin des années 1990, elle commence à fréquenter le financier français Arpad Busson. Ils ont deux fils Arpad Flynn Busson né à New York le 14 février 1998 et Aurelius Cy Andre, né le 4 février 2003. Le couple s'était fiancé le 9 janvier 2002 lors d'un séjour aux Bahamas. Il rompt en juin 2005. Après la naissance de son second fils, elle fait une dépression post-partum et doit suivre un traitement dans une clinique  en Arizona. Elle parle couramment français depuis sa relation avec Arpad Busson.
Depuis, elle a eu des hommes dans sa vie : Matthew Perry, Ray Fearon, Vito Schnabel, David Evans et John Hitchcox. Depuis avril 2018, elle a vécu avec Andrew Wakefield, promoteur des thèses anti-vaccination et radié de l'ordre des médecins britanniques, leur rupture date de 2021.
Après une carrière mondiale dans le mannequinat, elle se lance dans le cinéma.
En 2012, elle devient la présentatrice de l'émission américaine Fashion Star.

## Filmographie

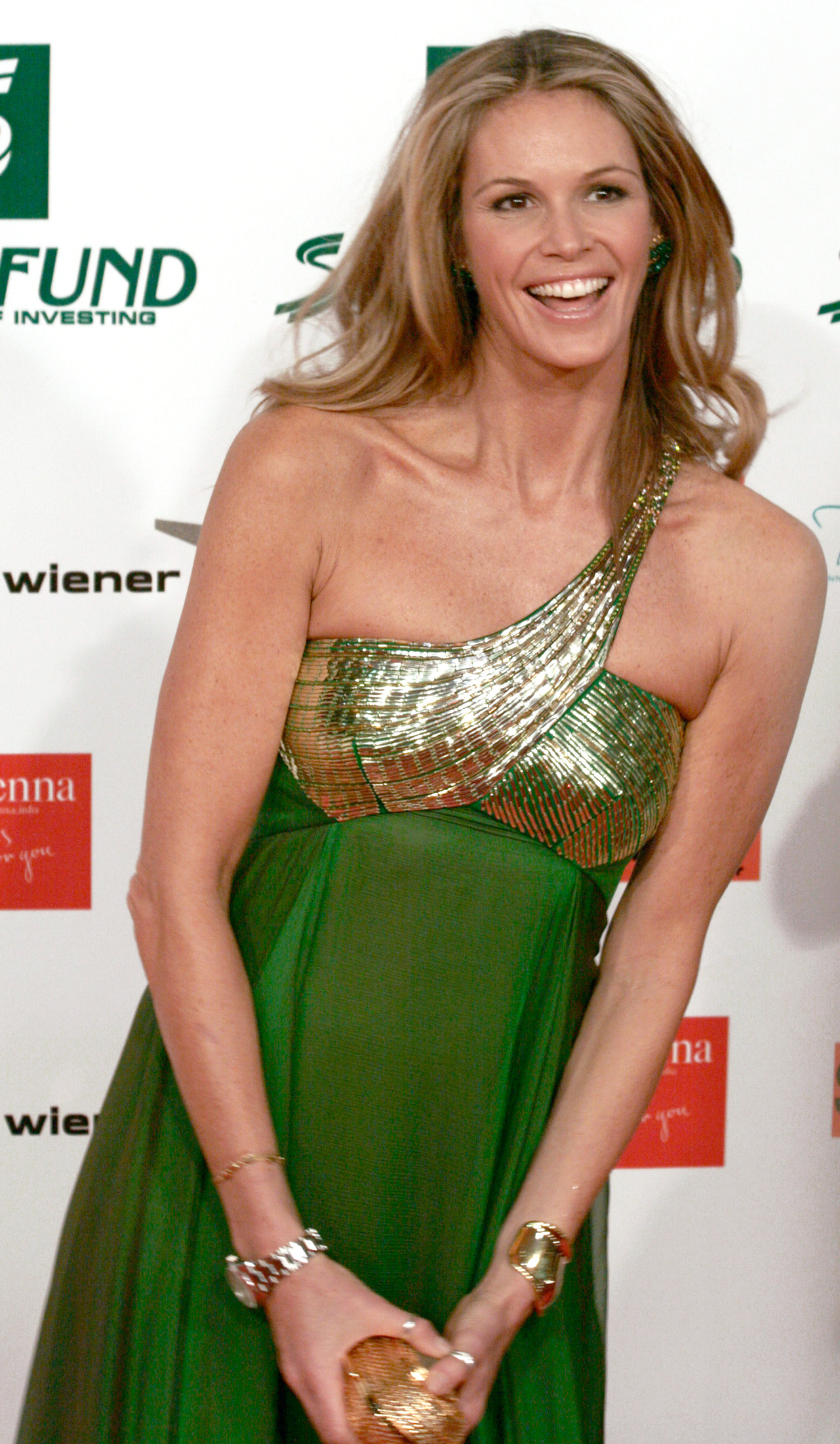
Elle Macpherson en 2009.

### Cinéma
- 1990 : Alice de Woody Allen : un top model, cliente de la boutique de mode
- 1994 : Sirènes (Sirens) de John Duigan : Sheela
- 1996 : Leçons de séduction (The Mirror Has Two Faces) de Barbra Streisand : Candy
- 1996 : Jane Eyre de Franco Zeffirelli : Blanche Ingram
- 1996 : La Fille d'en face : Jane Lindquist
- 1997 : Batman & Robin de Joel Schumacher : Julie Madison
- 1997 : À couteaux tirés (The Edge) de Lee Tamahori : Mickey Morse
- 1998 : With Friends Like These : Samantha Mastandrea
- 2001 : South Kensington de Carlo Vanzina : Camilla

### Télévision
- 1995 : H3O (série télévisée) : Guest
- 1999 : Mortal Kombat: Conquest : Jane (épisode pilote)
- 1999 - 2000 : Friends (série télévisée) : Janine Lecroix
- 2001 : Affaires de femmes (A Girl Thing) (téléfilm) : Lauren Travis
- 2009 : The Beautiful Life de Christian Duguay (série télévisée) : Claudia Foster
- 2012 : Fashion Star (show télévisé)